# Zitplaats
Een zitplaats is een plek waar je kunt zitten, bijvoorbeeld in het openbaar vervoer. In de bus, metro of trein zijn vaak banken waar twee personen op kunnen zitten, waardoor zo'n bank twee zitplaatsen telt. In België zijn er in de trein meestal vijf zitplaatsen in de breedte: twee aan de ene zijde en drie aan de andere zijde. Daarnaast geldt een klapstoeltje in het gangpad van de trein of op het balkon van een bus of tram als één zitplaats. 
In sommige metro's, stadstrams en bussen zijn er vaak zowel eenpersoons- als tweepersoonszitplaatsen. Zo wordt ruimte gecreëerd voor mensen om te staan.
Vliegtuigen en veerboten kunnen een groot aantal zitplaatsen naast elkaar hebben, vaak met meerdere gangpaden.
De capaciteit van een vervoermiddel wordt meestal uitgedrukt in zitplaatsen, hoewel er vaak ook staanplaatsen zijn die dus extra ruimte bieden aan reizigers. De meeste voertuigen zijn daarom voorzien van een sticker met het aantal zit-, rolstoel- en staanplaatsen. Bij treinen wordt doorgaans alleen het aantal zitplaatsen per coupé aangegeven.
Bij veel openbare vervoersmiddelen is een bepaald aantal zitplaatsen bestemd voor invaliden. Deze zitplaatsen worden vaak aangegeven met de sticker: "Zitplaats bestemd voor invalide". Bij nieuw materieel wordt dit vaak aangegeven door een afwijkende kleur stoelbekleding met een invalideteken. Jarenlang werd in sommige voertuigen een slogan gebruikt om passagiers eraan te herinneren hun zitplaats aan te bieden aan ouderen of mensen die slecht ter been zijn. Deze slogan was: "Opstaan voor iemand misstaat niemand". Later werd deze slogan vervangen door" "Wilt u zitten? Ik kan staan".